# Список поправок к Конституции США
Поправки к Конституции США принимались 27 раз, но сегодня действуют лишь 26 из них (исключая 18-ю).
Первые 10 поправок, составляющие Билль о правах, закрепляют основные права и свободы человека и гражданина (поправки 1—4) и обеспечивают механизм их реализации (поправки 5—10). Они были предложены и приняты еще до принятия декларации независимости. Последняя, 27-я поправка, хоть и была предложена вместе с первыми десятью, но была ратифицирована лишь в мае 1992 года.

## Процедура внесения
С введением в действие Конституции 1787 демократическая оппозиция, опасаясь, что федеральные власти получили слишком много полномочий, требовала ускорить принятие закона о правах граждан. Под ее давлением Дж. Мэдисон, лидер Палаты представителей, вынес 25 сентября 1789 на рассмотрение Конгресса 19 поправок к Конституции. В конечном проекте закона их осталось 10.

## Список поправок
| №    | Поправка | Дата предложения | Дата вступления в силу | Полный текст |
| ---- | --- | ---------------- | ---------------------- | ------------ |
| № 1  | Свобода слова, свобода религии, свобода прессы, свобода собраний, право на подачу петиции | 25 сентября 1789 | 15 декабря 1791        | текст        |
| № 2  | Право хранить и носить оружие | 25 сентября 1789 | 15 декабря 1791        | текст        |
| № 3  | Запрет размещения солдат в частных домах без согласия владельца | 25 сентября 1789 | 15 декабря 1791        | текст        |
| № 4  | Запрет произвольных обысков и арестов | 25 сентября 1789 | 15 декабря 1791        | текст        |
| № 5  | Гарантии надлежащего уголовного процесса, запрет повторного привлечения к ответственности за одно и то же правонарушение, право не свидетельствовать против себя, гарантии при реквизициях | 25 сентября 1789 | 15 декабря 1791        | текст        |
| № 6  | Права обвиняемого, в том числе право на суд присяжных | 25 сентября 1789 | 15 декабря 1791        | текст        |
| № 7  | Право на суд присяжных в гражданских делах | 25 сентября 1789 | 15 декабря 1791        | текст        |
| № 8  | Запрет чрезмерных залогов и штрафов, жестоких и необычных наказаний | 25 сентября 1789 | 15 декабря 1791        | текст        |
| № 9  | Перечисление прав в Конституции не должно трактоваться как умаление остальных прав | 25 сентября 1789 | 15 декабря 1791        | текст        |
| № 10 | Полномочия, которые Конституция не относит к ведению Соединённых штатов, сохраняются за штатами | 25 сентября 1789 | 15 декабря 1791        | текст        |
| № 11 | Судебный иммунитет штатов: иски, поданные против какого-либо из штатов, должны рассматриваться не федеральным судом, а судом этого штата | 4 марта 1794     | 7 февраля 1795         | текст        |
| № 12 | Изменение процедуры голосования выборщиков на президентских выборах | 9 декабря 1803   | 15 июня 1804           | текст        |
| № 13 | Отмена рабства | 31 января 1865   | 6 декабря 1865         | текст        |
| № 14 | Гарантируется равенство перед законом граждан США и запрещается принятие каким-либо штатом дискриминационных законов (в том числе это означает действие Билля о правах на всей территории США); если при выборах какой-либо из штатов ограничивает права какой-либо категории граждан, норма представительства этого штата в палате Представителей должна быть пропорционально уменьшена, запрет занимать должности для участников восстания против США; запрет возмещения гражданам убытков, связанных с их враждебной США деятельностью или освобождением их рабов | 13 июня 1866     | 9 июля 1868            | текст        |
| № 15 | Вводится активное избирательное право для «цветного» населения и бывших рабов | 26 февраля 1869  | 3 февраля 1870         | текст        |
| № 16 | Вводится федеральный подоходный налог, поступления от которого целиком поступают в федеральный бюджет | 12 июля 1909     | 3 февраля 1913         | текст        |
| № 17 | Вводятся прямые выборы в сенат (ранее сенаторов избирали законодательные собрания штатов) | 13 мая 1912      | 8 апреля 1913          | текст        |
| № 18 | Вводится Сухой закон (отменена Двадцать первой поправкой) | 18 декабря 1917  | 17 января 1920         | текст        |
| № 19 | Вводится активное избирательное право для женщин | 4 июня 1919      | 18 августа 1920        | текст        |
| № 20 | Установлена дата истечения сроков Конгресса и Президента | 2 марта 1932     | 23 января 1933         | текст.       |
| № 21 | Отмена Восемнадцатой поправки; при этом допускаются ограничения на оборот алкоголя на уровне штатов. | 20 февраля 1933  | 5 декабря 1933         | текст        |
| № 22 | Один и тот же человек может занимать пост президента не более двух сроков | 24 марта 1947    | 27 февраля 1951        | текст        |
| № 23 | На президентских выборах Вашингтон должен быть представлен в коллегии выборщиков таким же числом выборщиков, каким он был бы представлен, будучи отдельным штатом, но не более чем наименее населённый штат | 16 июня 1960     | 29 марта 1961          | текст        |
| № 24 | Запрет ограничения избирательных прав по основаниям неуплаты налога | 14 сентября 1962 | 23 января 1964         | текст        |
| № 25 | Определяется порядок осуществления полномочий президента при досрочном прекращении полномочий президента (президентом становится вице-президент) и порядок замещения вакантной должности вице-президента (новый вице-президент утверждается Конгрессом по представлению президента) | 6 июля 1965      | 23 февраля 1967        | текст        |
| № 26 | Вводится всеобщее активное избирательное право с 18 лет на всей территории США | 23 марта 1971    | 1 июля 1971            | текст        |
| № 27 | Закон, которым изменяется жалованье сенаторов и представителей, вступает в силу только после переизбрания палаты представителей | 25 сентября 1789 | 5 мая 1992             | текст        |